# متحف الفن الشعبي اليوناني
متحف الفن الشعبي اليوناني هو متحف في أثينا، اليونان. تأسس المتحف في 1918 باسم متحف الحرف اليدوية اليونانية في مسجد تزيستاراكيس في موناستيراكي، والذي أصبح فيما بعد المتحف الوطني للفنون الزخرفية وفي 1959 حصل على اسمه الحالي.

## مسجد تزيستاراكيس
يعد مسجد تزيستاراكيس بساحة موناستيراكي أحد ملاحق متحف الفن الشعبي اليوناني، ويضم "مجموعة من الفخار الشعبي".

## الحمامات العامة
الحمامات العامة القديمة الوحيدة الباقية والمحفوظة بشكل جيد في أثينا، وهي ملحق آخر لمتحف الفن الشعبي.